# KompoZer
KompoZer是一个开放源代码的所见即所得HTML编辑器，它基于已经停止开发的Nvu编辑器。 KompoZer项目现在托管在SourceForge，由社区负责维护。
KompoZer的主要功能是所见即所得地编辑HTML页面。另外，KompoZer也提供带语法加亮功能的代码编辑器和用于将制作完成的网页上传到服务器的FTP管理器。
KompoZer的下一个版本（0.8）将使用Gecko 1.8.1，并使用新的用户界面。KompoZer 0.8的第一个测试版发布于2009年2月11日。

## 对标准的遵守
KompoZer制作的网页遵循W3C的网页标准。默认情况下，软件生成的HTML代码遵守HTML 4.01 Strict并使用CSS决定网页样式，但是用户可以选择不同设置。程序内置了HTML验证功能，可以将网页上传至W3C驗証服務检查代码的正确性。